# Новое Белоключье
Новое Белоключье — поселок в Шигонском районе Самарской области. Входит в состав сельского поселения Бичевная.

## История
В 1973 г. Указом Президиума ВС РСФСР поселок совхоза «Пионер», участок № 2 переименован в Новое Белоключье.

## Население
| 2010 |
| ---- |
| 62   |